# Life of da Party
Life of da Party è un singolo del rapper statunitense Snoop Dogg, pubblicato nel 2008 ed estratto dall'album Ego Trippin'. Il brano vede la partecipazione di Too Short e Mistah F.A.B..

## Tracce
- Download digitale

1. Life of da Party (feat. Too Short & Mistah F.A.B.) — 4:23